# Stevning
Stevning ist ein Dorf der Gemeinde Svenstrup mit 406 Einwohnern (Stand 1. Januar 2023) und liegt in der dänischen Sønderborg Kommune in der Region Süddänemark.

## Geschichte
Der Name Stevning entstammt vermutlich der urnordischen Sprachfamilie und bedeutet den Bewohnern des Vorsprungs gehörend. Mit Vorsprung ist die in den Als Sund (dt.: Alsensund) hineinragende Halbinsel gemeint. Der Als Sund ist eine Ostseeenge zwischen der Insel Als (dt.: Alsen) im Osten und dem Festland Jütland im Westen. Die Gründung des Dorfes liegt mindestens 1200 Jahre zurück. Um 1900 war Stevning bereits eines der größten Dörfer auf Als.

## Historische Besonderheiten

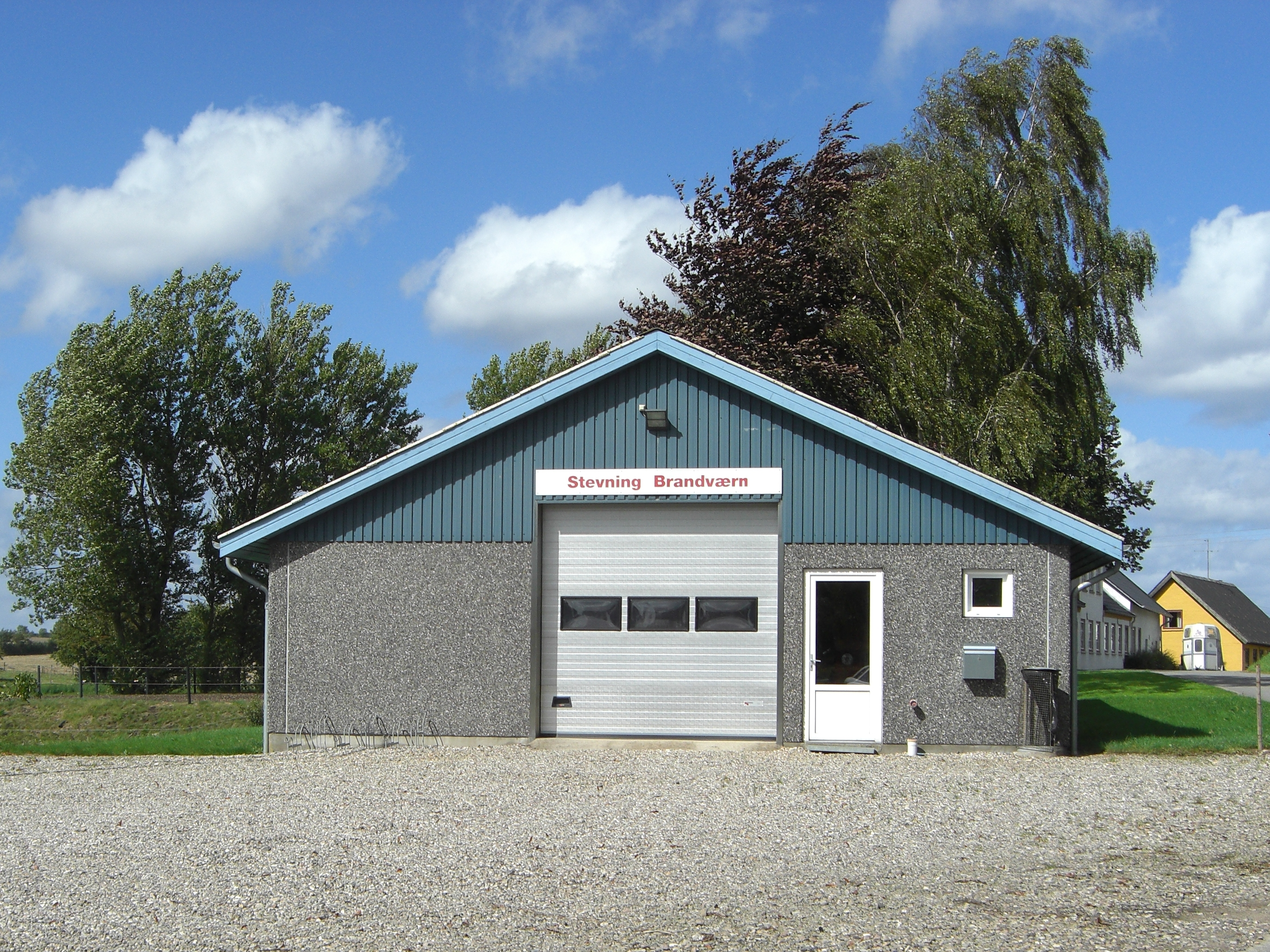
Feuerwehrhaus Stevning

Stevning verfügt über eine Freiwillige Feuerwehr. Dies ist für Dänemark recht ungewöhnlich, da in Dänemark Berufsfeuerwehren eher die Regel sind. Aufgrund der früheren Zugehörigkeit zu Deutschland wurde die Tradition der Freiwilligen Feuerwehr bis heute beibehalten.
Viele Bürger Stevnings kämpften im Ersten Weltkrieg auf deutscher Seite. Auf dem Gemeindefriedhof wird an die Gefallenen erinnert. Weiterhin erinnert ein Denkmal an den Tag der Wiedervereinigung mit Dänemark. Die Volksabstimmung in Schleswig führte diese Wiedervereinigung am 10. Februar 1920 herbei.

## Tourismus
Jedes Jahr im Spätsommer findet ein Ringreiterwettbewerb statt. Nur Reiter aus dem Dorf und der näheren Umgebung sind zugelassen.
Des Weiteren findet alljährlich im Juni ein Musikfestival statt, auf welchem lokale Amateurmusiker auftreten.